# اغورطن (تيڭزمرت)
اغورطن هي إحدى مشيخات المملكة المغربية، تتبع جغرافيا لإقليم طاطا وإداريًا لتيڭزمرت. يقدر عدد سكانها بـ 425 نسمة حسب الإحصاء الرسمي للسكان والسكنى لسنة 2004.